# Lyon-La Duchère
Il Lyon-La Duchère, precedentemente noto come Lyon Duchère Association Sportive (1964-2020) e Sporting Club de Lyon (2020-2021), è una società calcistica francese, con sede a Lione e militante nel Championnat National 3.

## Storia
Il club è stato fondato nel IX arrondissement di Lione da rimpatriati dall'Algeria all'inizio degli anni sessanta. L'AS Lyon Duchère è spesso soprannominato Club des Pieds-noirs, ovvero dei coloni francesi scacciati dall'Algeria.
Nel 1993 il Lyon-la-Duchère terminò sul podio dell'abolita D3, valido per accedere alla ligue 2; non ottenne la promozione a causa di problemi amministrativi, e retrocedette nella National 1. A seguito di alcuni problemi finanziari, il club venne messo in liquidazione nel 1996 e retrocesso dagli organi calcistici in division d'honneur. La presidenza venne presa in seguito da Richard Benamou.
Il club tornò a farsi notare durante la Coppa di Francia 2005-2006, competizione nella quale eliminò due club di Ligue 1, il Tolosa (2-1) e lo Strasburgo (0-0, d.c.r. 5 a 4), prima di cedere agli ottavi di finale contro i futuri campioni del PSG, vincitori per 0-3.
Nell'ottobre 2008, Richard Benamou lascia la presidenza che viene assunta da Mohamed Tria.
Dopo aver eliminato, nell’ordine, Montceau Bourgogne FC (4-1), Cote Bleue (2-1), Nîmes (3-0) ed Andrezieux Boutheon (2-1), il club cede agli ottavi di finale di Coppa di Francia 2018-2019 contro gli amatori dell’ AS Vitrè; dopo essere passati in vantaggio di due reti, i dilettanti si portano sul pareggio poco prima dell’intervallo, per poi beffare il Lyon Duchere al 97º con un calcio di rigore.

## Organico

### Rosa 2019-2020
Aggiornata al 6 marzo 2020.
| N. |                    | Ruolo | Calciatore       |
| -- | ------------------ | ----- | ---------------- |
| 1  | Francia (bandiera) | P     | Maxime Hautbois  |
| 3  | Marocco (bandiera) | D     | Hatim Sbaï       |
| 4  | Francia (bandiera) | C     | Michel Espinosa  |
| 5  | Francia (bandiera) | D     | Nicolas Seguin   |
| 6  | Francia (bandiera) | C     | Mohamed Fadhloun |
| 7  | Francia (bandiera) | C     | Béni N'Kololo    |
| 8  | Francia (bandiera) | C     | Najib Gandi      |
| 9  | Algeria (bandiera) | A     | Nadjib Baouia    |
| 10 | Algeria (bandiera) | C     | Rafik Bouderbal  |
| 11 | Francia (bandiera) | A     | Jonathan Rivas   |
| 13 | Comore (bandiera)  | D     | Salim Moizini    |
| 14 | Francia (bandiera) | D     | Nathan Dekoke    |
| 15 | Francia (bandiera) | A     | Amadou Konaté    |
| 16 | Francia (bandiera) | P     | Léopold Maître   |

| N. |                           | Ruolo | Calciatore            |
| -- | ------------------------- | ----- | --------------------- |
| 17 | Francia (bandiera)        | C     | Mathieu Géran         |
| 18 | Senegal (bandiera)        | D     | Youssoupha Ndiaye     |
| 20 | Francia (bandiera)        | D     | Jordan Pierre-Charles |
| 21 | Algeria (bandiera)        | D     | Farès Hachi           |
| 22 | Armenia (bandiera)        | C     | Matthieu Ezikian      |
| 23 | Francia (bandiera)        | C     | Hamadi Ayari          |
| 24 | Francia (bandiera)        | C     | Djibi Banor           |
| 25 | Senegal (bandiera)        | D     | Moustapha Bayal Sall  |
| 26 | Francia (bandiera)        | C     | Ilan Kebbal           |
| 27 | Francia (bandiera)        | A     | Hosni Gradai          |
| 28 | Francia (bandiera)        | C     | Jérémy Grain          |
| 29 | Francia (bandiera)        | C     | Ryad Nadifi           |
| 30 | Costa d'Avorio (bandiera) | P     | Axel Kacou            |
|    | Francia (bandiera)        | C     | Farès Bahlouli        |

## Palmarès

### Competizioni nazionali
- Championnat National 2: 1

2015-2016